# Aliens: Colonial Marines
Pour les articles homonymes, voir Alien.
Aliens: Colonial Marines est un jeu vidéo de tir à la première personne développé par Gearbox Software et édité par Sega sur l'univers des films Alien, sorti le 12 février 2013 sur PlayStation 3, Xbox 360 et Windows, et dont l'histoire se situe juste après les événements du film Aliens, le retour de James Cameron, à la suite du SOS lancé par Hicks. À l'origine également prévu pour Wii U, le jeu est finalement annulé sur cette console.

## Synopsis
En 2179, un groupe de Marines coloniaux fut envoyé à bord de l'USS Sulaco pour enquêter sur une potentielle infestation xénomorphe sur la colonie LV-426, infestation qui se révéla avérée. Le contact fut perdu avec le Sulaco et son équipage depuis, si ce n'est une transmission du caporal Hicks. Mais plusieurs semaines plus tard, le Sulaco fut retrouvé de nouveau en orbite de LV-426. Face à ce retour inexpliqué, l'USCMC déploya l'USS Sephora avec un bataillon entier de marines pour enquêter sous les ordres du capitaine Cruz. Ils découvrent que le Sulaco a été capturé par la Weyland-Yutani et sert à l'élevage de Xénomorphes à des fin d'études. Le joueur incarne le caporal Christopher Winter, qui fait partie de l'avant-garde de la seconde vague de marines, et se retrouve au cœur de cet enfer.

## Système de jeu
Le jeu est un FPS qui plonge le joueur dans l'univers futuriste et terrifiant de la série de films d'horreur de science-fiction Alien.
La santé du joueur est représentée par trois barrettes de vie, qui se déchargeront au fur et à mesure qu'il reçoit des dégâts. Tant qu'une barrette n'est pas complètement déchargée, elle se remplira de nouveau après un moment. À noter que si le joueur est touché par de l'acide moléculaire xénomorphe, sa santé ne se régénèrera pas tant que l'acide fera effet.
Pour exterminer les ennemis qui lui barreront la route, le joueur peut compter sur un équipement de pointe qui comporte de très nombreuses armes et gadgets. S'il peut emporter plus d'une douzaine d'armes différentes, il ne pourra concrètement n'en utiliser que quatre (principale, secondaire, pistolet et grenades/mines). Sans compter que certaines armes, comme les smartguns ou les lance-flammes, ne sont utilisables que jusqu'à épuisement de leur munitions.

## Développement
Le jeu aurait été repoussé plusieurs fois afin que Gearbox puisse mener à bien ses autres projets. Le studio en plein travail sur Borderlands 2 décide alors de sous-traiter le développement d'Aliens: Colonial Marines. La campagne solo est déléguée à TimeGate Studios, le contenu téléchargeable aux studios Demiurge et Nerve, tandis que Gearbox supervise la sous-traitance et se charge du multijoueur.
Plusieurs incohérences et anachronismes que l'on peut apercevoir dans le jeu de base sont expliquées et corrigées dans le DLC Stase Interrompue où le joueur incarne trois nouveaux protagonistes qui vont aider Hicks à combattre la Weyland-Yutani.

## Accueil

### Critique
Le jeu reçoit des critiques très défavorables. Son score sur Metacritic stagne à 42 sur 100 pour un cumul de 27 tests de revues et sites internet spécialisés. Les principales critiques reposent sur le moteur graphique jugé « dérisoire » et un scénario présentant plusieurs incohérences avec le film de James Cameron : Aliens, le retour dont le jeu se prétend la suite.

### Ventes
En 2015, il est annoncé que 1,3 million d'exemplaires se sont écoulés dans le monde, tous supports confondus. Chiffre plus que décevant car la production avait au moins besoin d'une vente autour de 3 millions d'exemplaires pour rentrer dans ses frais.

## DLC
Le jeu connu plusieurs DLC additionnels. Les trois premiers — Bug Hunt, Reconnaissance Pack et Movie Map Pack — ajoutent un ensemble de cartes multijoueurs. Les cinq autres — Collection, Collector Edition Pack Pack, Limited Edition Pack, Sawed-Off Double Barrel Shotgun et SHARP Sticks — rajoutent des armes, ainsi qu'une carte d'entrainement prenant place à bord de l'USS Sephora. Le dernier DLC, Stase Interrompue, est une extension de la campagne permettant d'incarner trois personnages et permettant d'expliquer les incohérences du scénario du jeu original.

## Controverse
Les retours défavorables de la presse spécialisée et la déception des joueurs ternirent considérablement l'ensemble des acteurs ayant participé à cette production chaotique :
- Plusieurs joueurs s'unirent via le cabinet d'avocats Edelson LLC, afin d'attaquer Sega et Gearbox leur reprochant un marketing mensonger. En effet, plusieurs mois avant la sortie du titre, ceux-ci avaient présentés quelques images du jeu à l'occasion de divers salons spécialisés, précisant qu'il s'agissait de la version finale alors qu'il n'en était rien. Sega dépensa pas moins d'1 million de dollars pour régler à l'amiable le procès[21]. Pour sa part, le développeur Gearbox persévéra et fut acquitté à la suite de l'abandon des parties plaignantes en 2015 [22].
- Les retours désastreux du titre, et les ventes décevantes motivèrent Sega à annuler la version Wii U[23].
- Le co-développeur engagé par Gearbox, TimeGate Studios fit faillite quelques mois après la sortie du jeu[24].
- Randy Pitchford, PDG de Gearbox annonça en 2015 avoir perdu près de 10 millions de dollars à cause des ventes décevantes du titre[20].